# Ploceus grandis
Ploceus grandis là một loài chim trong họ Ploceidae.